# رقم الضمان الاجتماعي

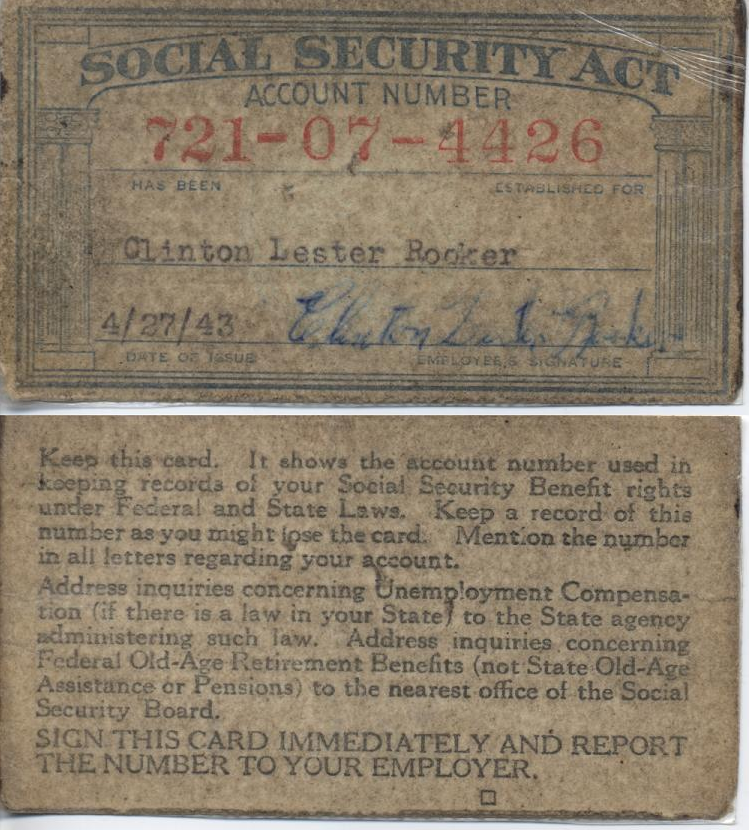
بطاقة ضمان اجتماعي صادرة عن مجلس السكك الحديدية للتقاعد في العام 1943 لشخص متوفٍ الآن.

في الولايات المتحدة، رقم الضمان الاجتماعي (بالإنجليزية: Social Security number وتختصر (SSN)) هو رقم مكون من تسعة أرقام يتم إصداره للمواطنين الأمريكيين والمقيمين الدائمين والمقيمين المؤقتين (العاملين) بموجب المادة 205 (ج) (2) من قانون الضمان الاجتماعي، المدون على أنه رقم 42 U.S.C. § 405 (ج) (2). ويتم إصدار الرقم لأحد الأفراد من قبل إدارة الضمان الاجتماعي وهي وكالة مستقلة تابعة لحكومة الولايات المتحدة. على الرغم من أن الغرض الأصلي من الرقم كان لإدارة الضمان الاجتماعي لتعقب الأفراد، فقد أصبح رقم الضمان الاجتماعي هو رقم الهوية الوطنية بحكم الواقع ليتم استعماله لأغراض الضرائب وغيرها من الأغراض. يمكن الحصول على رقم الضمان الاجتماعي من خلال التقديم على الاستمارة (SS-5)، وهي مخصصة لطلب الحصول على بطاقة رقم الضمان الاجتماعي.

## التاريخ
صدرت لأول مرة أرقام الضمان الاجتماعي من قبل إدارة الضمان الاجتماعي في نوفمبر 1935 كجزء من برنامج الضمان الاجتماعي للصفقة الجديدة. وفي غضون ثلاثة أشهر تم إصدار 25 مليون رقم ضمان اجتماعي.
وفي 24 نوفمبر 1936 تم تعيين 1,074 مكتب من مكاتب البريد البالغ عددها 45,000 لتكون «مراكز طباعة» لطباعة بطاقات الضمان الاجتماعي التي تم إرسالها بعد ذلك إلى واشنطن العاصمة في 1 ديسمبر 1936 كجزء من حملة الدعاية للبرنامج الجديد، اختار جوزيف لفاي وهو ضمن إدارة الضمان الاجتماعي سجلاً من أعلى المجموعة الأولى المكونة من 1000 سجل وأعلن أن أول رقم للضمان الاجتماعي في التاريخ قد تم تعيينه لجون ديفيد سويني جونيور من نيو روتشيل بنيويورك. ومع ذلك، نظرًا لعدم تعيين أرقام الضمان الاجتماعي في ترتيب زمني، لم يتلق سويني أدنى رقم للضمان الاجتماعي، وهو 001-01-0001. بل ينتمي هذا التمييز إلى جريس دي أوين من كونكورد نيو هامبشاير.
قبل عام 1986 كان الناس غالبا لا يحصلون على رقم الضمان الاجتماعي حتى بلوغهم سن 14 عامًا تقريبًا، نظرًا لاستخدام الأرقام لأغراض تتبع الدخل، ونادراً ما كان دخل الأشخاص الذين تقل أعمارهم عن ذلك العمر كبيرًا. وطلب قانون الإصلاح الضريبي لعام 1986 من الآباء تسجيل أرقام الضمان الاجتماعي لكل مُعال فوق سن الخامسة والذين أراد الوالد المطالبة بخصم ضريبي لأجلهم. وقبل هذا القانون، كان الآباء الذين يدعون أحقيتهم بالتخفيضات الضريبية يتم الثقة بهم ببساطة وفي عدم كذبهم حول عدد الأطفال الذين يعولونهم.
وخلال السنة الأولى من قانون الإصلاح الضريبي، نتج عن هذا التغيير لمكافحة الغش اختفاء سبعة ملايين من المُعالين القاصرين. ويُعتقد أن اختفاء هؤلاء المُعالين هو تورط في الكذب بإدعاء وجود أطفال مُعالين أو استقطاعات ضريبية طالب بها الوالدان من غير الوصي. في عام 1988 تم تخفيض المدة للتقديم لرقم الضمان الاجتماعي إلى عامين، وفي عام 1990 تم تخفيض المدة مرة أخرى إلى سنة واحدة.
اليوم يعتبر رقم الضمان الاجتماعي مطلوبا بغض النظر عن عمر الطفل للحصول على إعفاء. منذ ذلك الحين، يتقدم الآباء للحصول على أرقام الضمان الاجتماعي لأطفالهم بعد الولادة بفترة قصيرة؛ أما اليوم يمكن الحصول عليه عند طلب شهادة الميلاد.

## الغرض والاستخدام
كان الغرض الأصلي من هذا الرقم هو تتبع حسابات الأفراد في برنامج الضمان الاجتماعي. منذ ذلك الحين أصبح يُستخدم كمعرف للأفراد داخل الولايات المتحدة، على الرغم من وجود أخطاء نادرة حيث توجد التكرارات. ونظرًا لأنه يتم الآن تعيين الأرقام بواسطة مكتب الإصدار المركزي لـ إدارة الضمان الاجتماعي، فمن غير المحتمل أن يحدث تكرار مرة أخرى. حدثت بعض التكرارات عندما تم إرسال بطاقات مرقمة مسبقا إلى مكاتب إدارة الضمان الاجتماعي الإقليمية والمكاتب التي هي في الأصل مكاتب البريد.
في بعض الأحيان يتم فهرسة سجلات الموظفين والمرضى والطلاب والتاريخ الائتمانس برقم الضمان الاجتماعي.
استخدمت القوات المسلحة الأمريكية رقم الضمان الاجتماعي كرقم هوية لأفراد الجيش والقوات الجوية منذ 1 يوليو 1969، واما سلاح البحرية والقوات البحرية بدأوا باستخدامه لأفرادهم منذ 1 يناير 1972، وخفر السواحل لأفرادهم منذ 1 أكتوبر، 1974.
في السابق، استخدم جيش الولايات المتحدة نظامًا أكثر تعقيدًا من أرقام الخدمة التي تختلف حسب نوع الخدمة التي يعمل فيها الفرد.
بدءًا من يونيو 2011، بدأت وزارة الدفاع في إزالة رقم الضمان الاجتماعي من بطاقات الهوية العسكرية. والآن تم استبداله برقم التعريف الفريد DOD ، المعروف سابقًا باسم EDIPI .

### وضع غير عالمي

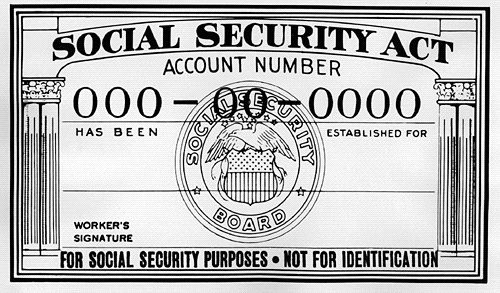
بطاقة تأمين اجتماعي قديمة بها رسالة "ليست تحدد الهوية"

كان الضمان الاجتماعي في الأصل ضريبة شاملة، ولكن عندما تم تمرير الرعاية الطبية في عام 1965، سُمح للجماعات الدينية المُعترضة الموجودة قبل عام 1951 بالانسحاب من النظام. لهذا السبب، ليس كل أمريكي جزءًا من برنامج الضمان الاجتماعي، وليس لكل شخص رقم. ومع ذلك، فإن رقم الضمان الاجتماعي مطلوب للآباء للمطالبة بأطفالهم كمُعالين لأغراض تقليل ضريبة الدخل الفيدرالية،  وتطلب مصلحة الإيرادات الداخلية من جميع الشركات الحصول على أرقام الضمان الاجتماعي (أو أرقام تعريف بديلة) من موظفيها، كما هو موضح أدناه.
حارب النظام القديم للأميش لمنع الضمان الاجتماعي الشامل من خلال إلغاء قواعد مثل شرط توفير رقم الضمان الاجتماعي للحصول على رخصة الصيد.
ذكرت بطاقات الضمان الاجتماعي المطبوعة من يناير 1946 حتى يناير 1972 صراحة أنه يجب على الناس عدم استخدام الرقم والبطاقة لتحديد الهوية. نظرًا لأن كل شخص تقريبًا في الولايات المتحدة لديه الآن رقم ضمان اجتماعي، فقد أصبح من المناسب استخدامه على أي حال وتمت إزالة الرسالة.
منذ ذلك الحين، أصبحت أرقام الضمان الاجتماعي أرقام تعريف وطنية بحكم الواقع . على الرغم من أن بعض الأشخاص لا يملكون ارقام ضمان اجتماعية خاصة بهم، فقد أصبح من الصعب على نحو متزايد الاشتراك في أنشطة مالية مشروعة مثل التقدم بطلب للحصول على قرض أو حساب مصرفي دون رقم ضمان اجتماعي. في حين لا يمكن للحكومة مطالبة أحد الأفراد بالإفصاح عن رقم الضمان الاجتماعي الخاص به دون أساس قانوني، فقد ترفض الشركات تقديم الخدمة لفرد لا يقدم رقم الضمان الاجتماعي الخاص به.
ولا تزال البطاقة التي تم إصدار رقم الضمان الاجتماعي عليها غير مناسبة لتحديد الهوية الأساسية نظرًا لعدم وجود صورة عليها، ولا يوجد وصف جسدي، ولا تاريخ ميلاد. كل ما تقدمة البطاقة هو التأكيد على أنه تم إصدار رقم معين لإسم معين. بدلاً من ذلك، يتم استخدام رخصة القيادة أو بطاقة هوية الدولة كتعريف للبالغين.

### الاستخدام المطلوب لأغراض الضرائب الفيدرالية
تنص المادة 6109 (د) من قانون الإيرادات الداخلية على ما يلي: «رقم حساب الضمان الاجتماعي الصادر للفرد لأغراض المادة 205 (ج) (2) (أ) من قانون الضمان الاجتماعي [مدون على أنه 42 U.S.C. § يجب استخدام الرقم 405 (ج) (2) (أ) ] ، باستثناء ما يحدد خلاف ذلك بموجب لوائح وزير الخزانة أو مندوبه] كرقم تعريف لهذا الشخص لأغراض هذا العنوان [الداخلية قانون الإيرادات، العنوان 26 من قانون الولايات المتحدة ].»
وينص قانون الإيرادات الداخلية أيضًا، عند الاقتضاء على اللوائح التي يحددها وزير الخزانة أو مندوبه:
1. التضمين في المرتجعات: يجب أن يدرج أي شخص مطلوب بموجب سلطة هذا العنوان لإجراء الإرجاع أو البيان أو أي مستند آخر في مثل هذا الإقرار أو الإفادة أو أي مستند آخر كرقم التعريف الذي قد يشرع لتأمين تحديد هوية ذلك الشخص بشكل صحيح.
2. تقديم رقم لأشخاص آخرين: يجب على أي شخص فيما يتعلق بإعادة أو بيان أو مستند آخر بموجب سلطة هذا العنوان أن يقوم بها شخص آخر أو مطلوب أن يظهر رقم هويته عند عودة شخص آخر. تقديم إلى شخص آخر مثل رقم التعريف الذي يشرع لتأمين هويته الصحيحة.

وفقًا لأنظمة وزارة الخزانة الأمريكية، فإن أي شخص يعمل، بعد 31 أكتوبر 1962، كموظف مقابل أجور خاضعة لضرائب الضمان الاجتماعي أو ضرائب الرعاية الطبية أو ضريبة الدخل الفيدرالية الأمريكية، يتعين عليه التقدم بطلب للحصول على «رقم حساب» باستخدام النموذج " SS-5 ".
ويجب على دافعي الضرائب غير المؤهلين للحصول على رقم الضمان الاجتماعي الحصول على رقم تعريف ضريبي خاص بدافعي الضرائب.

## أنواع بطاقات الضمان الاجتماعي
يتم إصدار ثلاثة أنواع مختلفة من بطاقات الضمان الاجتماعي. النوع الأكثر شيوعًا يحتوي على اسم حامل البطاقة ورقمه. ويتم إصدار هذه البطاقات للمواطنين الأمريكيين والمقيمين الدائمين في الولايات المتحدة. هناك أيضًا نوعان مقيدان من بطاقات الضمان الاجتماعي:
- واحدة تُقرأ «غير صالح للعمل». أي لا يمكن استخدام هذه البطاقات كدليل على ترخيص العمل، كما أنها غير مقبولة كوثيقة C في نموذج I-9.
- والآخرى تُقرأ «صالح للعمل فقط مع تفويض DHS» أو الأقدم «صالح للعمل فقط مع تفويض INS.» ويتم إصدار هذه البطاقات للأشخاص الذين لديهم تصريح عمل مؤقت في الولايات المتحدة. ويمكنهم تلبية متطلبات I-9، إذا كانت مصحوبة ببطاقة تصريح عمل.

في عام 2004 أصدر الكونغرس قانون إصلاح الاستخبارات ومنع الإرهاب؛ وفي أجزاء منه طُلب من إدارة الضمان الاجتماعي إعادة تصميم بطاقة رقم الضمان الاجتماعي (SSN) لمنع التزوير. من أبريل 2006 إلى أغسطس 2007، تم تعيين موظفي إدارة الضمان الاجتماعي (SSA) ومكتب الطباعة الحكومي (GPO) لإعادة تصميم بطاقة رقم الضمان الاجتماعي وفقًا لمواصفات فرقة العمل المشتركة بين الوكالات التي أنشأها مفوض الضمان الاجتماعي بالتشاور مع أمين وزارة الأمن الداخلي.
يستخدم تصميم بطاقة رقم الضمان الاجتماعي الجديدة كلاً من ميزات الأمان السرية والعلنية التي أنشأتها فرق تصميم إدارة الضمان الاجتماعي ومكتب الطباعة الحكومي.

## سرقة الهوية

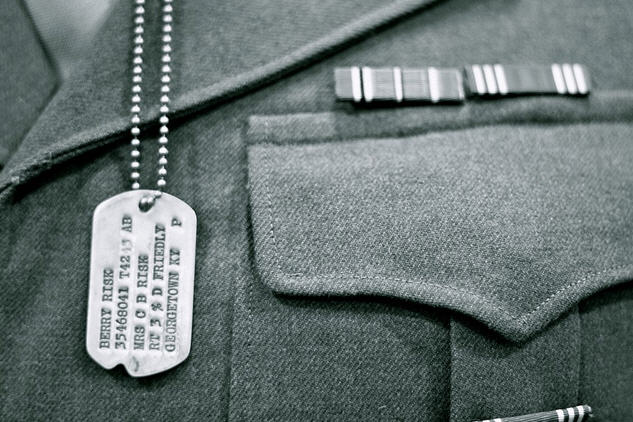
صفيحة الكلب من الحرب العالمية الثانية (ربما فيلق الجيش الجوي)، والمسمى "P" يرمزللبروتستانت.

يشعر العديد من المواطنين والمدافعين عن الخصوصية بالقلق إزاء الكشف عن أرقام الضمان الاجتماعي ومعالجتها. علاوة على ذلك، فقد عمل الباحثون في جامعة كارنيغي ميلون على خوارزمية تستخدم المعلومات الشخصية المتاحة للجمهور لإعادة بناء رقم ضمان اجتماعي معين.
يُستخدم رقم ضمان اجتماعي بشكل متكرر من قبل المشاركين في سرقة الهوية، لأنه مرتبط بالعديد من أشكال التعريف الأخرى، ولأن الأشخاص الذين يطلبونها يعاملونها في عمليات المصادقة. لذلك تحتاج المؤسسات المالية عمومًا إلى أرقام الضمان الاجتماعي لإنشاء حسابات مصرفية وبطاقات ائتمان وقروض، ويعود السبب في ذلك جزئياً إلى أنها تفترض أنه لا أحد باستثناء الشخص الذي تم إصداره له سوف يعرف ويستخدم هذا الرقم.
إن تفاقم مشكلة استخدام رقم الضمان الاجتماعي كمعرف هو حقيقة لأن بطاقة الضمان الاجتماعي لا تحتوي على مقاييس حيوية من أي نوع، مما يجعل من المستحيل بشكل أساسي معرفة ما إذا كان شخص يستخدم رقم ضمان اجتماعي ينتمي حقًا له بدون الاعتماد على وثائق أخرى (والتي ربما تم اصلا إصدارها مزيفة من خلال استخدام أرقام الضمان الاجتماعي الاحتيالية ذاتها).
واقترح الكونغرس قوانين فيدرالية تقيد استخدام أرقام الضمان الاجتماعي لتحديد الهوية وتحظر استخدامها لعدد من الأغراض التجارية - مثل طلبات التأجير.
تقدم دائرة الإيرادات الداخلية (IRS) بدائل لإرقام الضمان الاجتماعية في بعض الأماكن حيث يعد تزويد الأطراف غير الموثوق بها بأرقام التعريف أمرًا ضروريًا.ويجب على معدي الإقرار الضريبي الحصول على رقم تعريف ضريبي المُعد (PTIN) واستخدامه لتضمينه في الإقرارات الضريبية الخاصة بعميلهم (كجزء من متطلبات التوقيع). وتتمتع خدمات الرعاية بمزايا ضريبية، وحتى المالك الوحيد يجب أن يمنح الآباء رقم تعريف صاحب العمل (EIN) لاستخدامه عند إعادتهم الضريبية.
اقترحت إدارة الضمان الاجتماعي، إذا طُلب من شخص تقديم رقم الضمان الاجتماعي الخاص به، أن يسأل المواطن عن القانون الذي يتطلب استخدامه.
وفقًا للمادة 7213 من قانون تنفيذ لجنة 9/11 لعام 2004 و 20 C.F.R. 422.103 (هـ) (2)، يقتصر عدد بطاقات الضمان الاجتماعي البديلة لكل شخص عادة على ثلاث بطاقات لكل سنة تقويمية وعشر مرات في العمر.
كما حدث ارتباك في الهوية بسبب استخدام أرقام الضمان الاجتماعي المحلية من قبل ولايات ميكرونيزيا الموحدة وجمهورية جزر مارشال وجمهورية بالاو، والتي تتداخل أعدادها مع أعداد سكان نيو هامبشاير وماين.

## استبدال الأرقام
يمكن لأي شخص طلب رقم ضمان اجتماعي جديد، ولكن فقط في ظل ظروف معينة؛
- عندما تتسبب الأرقام المتسلسلة المخصصة لأفراد من نفس العائلة في حدوث مشكلات.
- في حالة حدوث تكرار مع ارقام تم إصدارها مسبقا.
- في الحالات التي يكون فيها الشخص ضحية للعنف أو المضايقة المنزلية، وهناك حاجة واضحة لتغيير رقمهم من أجل سلامتهم الشخصية.[27]
- عندما يكون الشخص ضحية لسرقة الهوية، ويظل رقم الضمان الاجتماعي الخاص به يمثل له مشكلة.
- عندما يكون لدى شخص ما اعتراض ديني واضح على عدد معين (مثل كون بعض المسيحيين يكرهون الرقم 666 الدال على رقم الوحش).

بالنسبة لجميع هذه الشروط، يلزم تقديم أدلة موثوق بها من قِبل جهة خارجية مثل تقرير الشرطة.

## الهيكل
يتكون رقم الضمان الاجتماعي من تسعة أرقام بالتنسيق "AAA-GG-SSSS".
وينقسم الرقم إلى ثلاثة أجزاء: أول ثلاثة أرقام، والمعروفة باسم رقم المنطقة لأنه تم تخصيصها مسبقًا حسب المنطقة الجغرافية؛ الرقمان الأوسطان المعروفان برقم المجموعة ؛ والأرقام الأربعة الأخيرة والتي تُعرف باسم الرقم التسلسلي.
في 25 يونيو 2011، غيرت إدراة الضمان الاجتماعي عملية تخصيص رقم الضمان الاجتامعي إلى «التوزيع العشوائي لرقم الضمان الاجتماعي». وقد أثرت عشوائية الرقم على عملية تخصيص الارقام بالطرق التالية:
1. لقد ألغت الأهمية الجغرافية للأرقام الثلاثة الأولى من رقم الضمان الاجتماعي، المشار إليها برقم المنطقة، من خلال عدم تخصيص أرقام محددة حسب الولاية لتخصيصها للأفراد.
2. لقد ألغت أهمية أعلى رقم للمجموعة والمخصص لكل رقم منطقة، ونتيجة لذلك، تم تجميد قائمة المجموعة العليا في الوقت الراهن ويمكن استخدامها للتحقق من صحة أرقام الضمان الاجتماعي التي قد أُصدرت قبل تاريخ تنفيذ التوزيع العشوائي (انظر لفقرة «أرقام ضمان اجتماعي صالحة»).
3. تم تقديم أرقام المناطق غير المستخدمة سابقًا ليتم استخدامها، باستثناء أرقام المناطق 000 و 666 و 900-999.

نظرًا لأن أرقام تعريف دافعي الضرائب الفردية (ITINs) تصدر عن خدمة الإيرادات الداخلية (IRS)، فإنها لم تتأثر بتغيير عمليات إدارة الضمان الاجتماعي .

### الهيكل التاريخي
قبل عملية التوزيع العشوائي لعام 2011، تم تخصيص الأرقام الثلاثة الأولى أو رقم المنطقة حسب المنطقة الجغرافية. قبل عام 1973، تم إصدار البطاقات في مكاتب الضمان الاجتماعي المحلية في جميع أنحاء البلاد وكان رقم المنطقة يمثل رمز المكتب الذي تم إصدار البطاقة فيه. هذا ليس بالضرورة يعني أن تكون في نفس المنطقة التي يعيش فيها مقدم الطلب، حيث يمكن للشخص التقدم بطلب للحصول على البطاقة في أي مكتب للضمان الاجتماعي. اعتبارًا من عام 1973، عندما بدأت إدارة الضمان الاجتماعي في تعيين رقم الضمان الاجتماعي وإصدار البطاقات مركزيًا من بالتيمور، تم تعيين رقم المنطقة استنادًا إلى الرمز البريدي في العنوان البريدي المقدم في طلب بطاقة الضمان الاجتماعي الأصلية. العنوان البريدي لمقدم الطلب ليس من المطلوب أن يكون هو نفسه مكان إقامته. وبالتالي، فإن رقم المنطقة لا يمثل بالضرورة إقامة مقدم الطلب في تلك المنطقة بغض النظر عما إذا كانت البطاقة قد صدرت قبل عام 1973 أو بعده.
عمومًا، تم تعيين الأرقام بدءًا من الشمال الشرقي والانتقال جنوبًا وغربًا، بحيث يكون الأشخاص الذين يتقدمون بطلبات من العناوين على الساحل الشرقي لديهم أرقام منخفضة، أما أولئك الموجودون على الساحل الغربي فيحصلون على الأرقام الأكبر. ونظرًا لاستنفاد المناطق المخصصة لموقع محلي، تم تعيين مناطق جديدة، لذلك كان لدى بعض الولايات مجموعات غير متجاورة من الأرقام.
يتراوح متوسط الرقمين أو رقم المجموعة من 01 إلى 99. حتى قبل التوزيع العشوائي لرقم الضمان الاجتماعي، لم يتم تعيين أرقام المجموعات على التوالي في منطقة ما. بدلاً من ذلك، لأسباب إدارية، تم إصدار أرقام المجموعات بالترتيب التالي:
1. الأرقام الفردية من 01 إلى 09
2. الأرقام الزوجية من 10 إلى 98
3. الأرقام الزوجية من 02 إلى 08
4. الأرقام الفردية من 11 إلى 99

على سبيل المثال، سيتم إصدار المجموعة رقم 98 قبل 11.
الأرقام الأربعة الأخيرة هي أرقام مسلسلة . قبل سريان مفعول الأرقام العشوائية، مثلوا تسلسلًا رقميًا متسلسل للأرقام من 0001 إلى 9999 داخل المجموعة.

### أرقام ضمان اجتماعي صالحة
قبل 25 حزيران (يونيو) 2011، لا يمكن أن يكون لشبكة الأمان الاجتماعي الصالحة رقم منطقة يتراوح بين 734 و 749، أو أعلى من 772، وهو أعلى رقم خصصته إدارة الضمان الاجتماعي. اعتبارًا من 25 يونيو 2011، تقوم SSA بتعيين SSNs بشكل عشوائي وتسمح بتعيين أرقام المناطق بين 734 و 749 وما فوق 772 إلى 800s. لا ينبغي الخلط بينه وبين أرقام التعريف الضريبي (TIN)، والتي تتضمن أرقام مناطق إضافية.
لا يتم تخصيص بعض الأرقام الخاصة:
- الأرقام مع جميع الأصفار في أي مجموعة أرقام (000 - ## - #### ، ### - 00 - #### ، ### - ## - 0000).[33][34]
- الأرقام التي تحتوي على 666 أو 900 - 1999 (رقم تعريف دافع الضرائب الفردي) في المجموعة الأولى.

حتى عام 2011، نشرت إدارة الضمان الاجتماعي آخر رقم للمجموعة يستخدم لكل رقم منطقة. نظرًا لأنه تم تخصيص أرقام المجموعة بنمط منتظم، فقد كان من الممكن تحديد رقم الضمان الاجتماعي غير المصرح به والذي يحتوي على رقم مجموعة غير صالح. الآن يتم تعيين الأرقام بشكل عشوائي، ولا يمكن اكتشاف أرقام الضمان الاجتماعي الاحتيالية بسهولة بواسطة المعلومات المتاحة للجمهور. مع ذلك العديد من الخدمات عبر الإنترنت توفر التحقق من أرقام الضمان الاجتماعي
على عكس العديد من الأرقام المشابهة، لا يتم تضمين أي أرقام تحقق .

### الاستنفاد وإعادة الاستخدام
إدارة الضمان الاجتماعي لا تعيد استخدام أرقام الضمان الاجتماعي. ولقد أصدرت أكثر من 450 مليون رقم منذ بدء البرنامج، وبمعدل استخدام حوالي 5.5 مليون في السنة. وتقول أن لديها ما يكفي للإستمرار لعدة أجيال دون إعادة استخدام أو تغيير عدد الأرقام.
ومع ذلك، كانت هناك حالات تم فيها إعطاء عدة أفراد نفس رقم الضمان الاجتماعي عن غير قصد.

## أرقام الضمان الاجتماعي المستخدمة في الإعلان

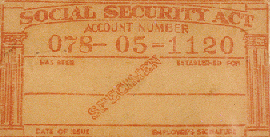
بطاقة الضمان الاجتماعي الترويجية التي توزعها شركة FW Woolworth Company

جعلت بعض شبكات الضمان الاجتماعي المستخدمة في الإعلانات هذه الأرقام غير حقيقية. أحد أبرز الأمثلة الشهيرة على ذلك في عام 1938 عندما قررت شركة EH Ferree Company في مدينة لوكبورت بولاية نيويورك الترويج لمنتجها وهو محفظة من خلال إظهار كيفية احتواء بطاقة الضمان الاجتماعي داخل محافظها. تم وضع بطاقة عينة، تستخدم لأغراض العرض، في كل محفظة، تم بيعها بواسطة Woolworth والمتاجر الأخرى في جميع أنحاء البلاد؛ استخدم نائب رئيس الشركة المصنعة للمحفظة دوغلاس باترسون، رقم الضمان الاجتماعي الفعلي لسكرتيرته هيلدا شريدر ويتشر.
على الرغم من أن البطاقة قد طبعت باللون الأحمر (البطاقة الحقيقية مطبوعة باللون الأزرق) وتم طباعة «نموذج» عبر المقدمة، إلا أن العديد من الأشخاص استخدموا رقم الضمان الاجتماعي الخاص بـ شريدر ويتشر على أنه رقم خاص بهم. وتدعي إدارة الضمان الاجتماعي أن البطاقة المزيفة كانت نصف حجم البطاقة الحقيقية، على الرغم من أن البطاقة المصغرة عديمة الفائدة لغرضها وعلى الرغم من أن ويتشر تحمل بطاقتين من نفس الحجم على ما يبدو في الصورة المصاحبة. مع مرور الوقت، تم المطالبة بالعدد الذي ظهر (1120-05-078) من قبل ما يزيد عن 40,000 شخص على أنه خاص بهم. بدأت إدراة الضمان الاجتماعي حملة إعلانية تفيد بأنه من الخطأ استخدام الرقم (تم إصدار رقم جديد لـ شريدر ويتشر). ومع ذلك، تم العثور على الرقم قيد الاستخدام من قبل 12 فردًا حتى عام 1977.
وفي الآونة الأخيرة، قام تود ديفيس بنشر رقمه للضمان الاجتماعي في إعلانات عن خدمة حماية سرقة الهوية LifeLock لشركته، والتي تسببت في سرقة هويته أكثر من مرة.

## قائمة المناطق لأرقام الضمان الاجتماعي
قائمة توضح الموقع الجغرافي للأرقام الثلاثة الأولى من أرقام الضمان الاجتماعي المخصصة في الولايات المتحدة والأقاليم التابعة لها من عام 1973 وحتى 25 يونيو 2011. تشير الأرقام المتكررة إلى أنه تم نقلها إلى مكان آخر أو مشاركتها بواسطة أكثر من موقع.
في 25 يونيو 2011، غيرت إدارة الضمان الاجتماعي عملية تخصيص رقم الضمان الاجتماعي إلى «عملية التوزيع العشوائي لرقم الضمان الاجتماعي». تؤثر العملية العشوائية على عملية تخصيص الرقم لكل فرد. من بين التغييرات، فإنه يلغي الأهمية الجغرافية للأرقام الثلاثة الأولى من رقم الضمان الاجتماعي، المشار إليها سابقًا باسم رقم المنطقة، من خلال عدم تخصيص أرقام المناطق للأفراد في ولايات معينة.
| بداية رقم الضمان الاجتماعي حسب المنطقة | المنطقة                                                                        |
| -------------------------------------- | ------------------------------------------------------------------------------ |
| 001–003                                | نيوهامبشير                                                                     |
| 004–007                                | ماين                                                                           |
| 008–009                                | فيرمونت                                                                        |
| 010–034                                | ماساتشوستس                                                                     |
| 035–039                                | رود آيلاند                                                                     |
| 040–049                                | كونيتيكت                                                                       |
| 050–134                                | نيويورك                                                                        |
| 135–158                                | نيوجيرسي                                                                       |
| 159–211                                | بنسيلفانيا                                                                     |
| 212–220                                | ماريلند                                                                        |
| 221–222                                | ديلاوير                                                                        |
| 223–231                                | فرجينيا                                                                        |
| 232–236                                | فيرجينيا الغربية                                                               |
| 232, 237–246                           | كارولاينا الشمالية                                                             |
| 247–251                                | كارولاينا الجنوبية                                                             |
| 252–260                                | جورجيا                                                                         |
| 261–267                                | فلوريدا                                                                        |
| 268–302                                | أوهايو                                                                         |
| 303–317                                | اينديانا                                                                       |
| 318–361                                | إلينوي                                                                         |
| 362–386                                | ميشيغان                                                                        |
| 387–399                                | ويسكونسن                                                                       |
| 400–407                                | كنتاكي                                                                         |
| 408–415                                | تينيسي                                                                         |
| 416–424                                | ألاباما                                                                        |
| 425–428                                | مسيسيبي                                                                        |
| 429–432                                | أركنساس                                                                        |
| 433–439                                | لويزيانا                                                                       |
| 440–448                                | أوكلاهوما                                                                      |
| 449–467                                | تكساس                                                                          |
| 468–477                                | مينيسوتا                                                                       |
| 478–485                                | آيوا                                                                           |
| 486–500                                | ميزوري                                                                         |
| 501–502                                | داكوتا الشمالية                                                                |
| 503–504                                | داكوتا الجنوبية                                                                |
| 505–508                                | نبراسكا                                                                        |
| 509–515                                | كانساس                                                                         |
| 516–517                                | مونتانا                                                                        |
| 518–519                                | أيداهو                                                                         |
| 520                                    | وايومنغ                                                                        |
| 521–524                                | كولورادو                                                                       |
| 525, 585                               | نيومكسيكو                                                                      |
| 526–527                                | أريزونا                                                                        |
| 528–529                                | يوتاه                                                                          |
| 530, 680                               | نيفادا                                                                         |
| 531–539                                | واشنطن                                                                         |
| 540–544                                | أوريغون                                                                        |
| 545–573                                | كاليفورنيا                                                                     |
| 574                                    | ألاسكا                                                                         |
| 575–576                                | هاواي                                                                          |
| 577–579                                | واشنطن العاصمة                                                                 |
| 580                                    | جزر العذراء                                                                    |
| 580–584                                | بورتوريكو                                                                      |
| 586                                    | جزر المحيط الهادئ - غوام - ساموا الأمريكية - جزر الفلبين - جزر مريانا الشمالية |
| 587–665                                | كاليفورنيا (جنوب كاليفورنيا ووسط الوادي.)                                      |
| 667–679                                | غير مُصدر                                                                       |
| 681–699                                | غير مُصدر                                                                       |
| 700–728                                | مجلس السكك الحديدية (توقف في 1 يوليو 1963)                                     |
| 729–730                                | التعداد عند الدخول                                                             |
| 750–772                                | غير مًصدر                                                                       |

## روابط خارجية
- موقع إدارة الضمان الاجتماعي
- مؤشر الوفاة حسب الضمان الاجتماعي بالولايات المتحدة - يسرد قاعدة البيانات أكثر من 85 مليون من شبكات الأمان الاجتماعي، وكلها دخلت المجال العام عند وفاة مالكيها
- "Woolworth SSN Card " - «خلفية رقم الضمان الاجتماعي الأكثر سوء الاستخدام في التاريخ» في Snopes
- بطاقات الضمان الاجتماعي الصادرة عن وولوورث : «أكثر شبكات الأمان الاجتماعي سوءًا على الإطلاق كانت (078-05-1120).»
- قائمة كاملة بمجموعات أرقام المناطق من إدارة الضمان الاجتماعي نسخة محفوظة 24 أغسطس 2019 على موقع واي باك مشين.
- أسئلة وأجوبة إدارة الضمان الاجتماعي لأرقام الضمان الاجتماعي
- تطبيق بطاقة الضمان الاجتماعي
- جلسة استماع بشأن إزالة أرقام الضمان الاجتماعي من بطاقات الرعاية الطبية - جلسة استماع مشتركة أمام اللجنة الفرعية المعنية بالضمان الاجتماعي واللجنة الفرعية المعنية بالصحة التابعة للجنة الوسائل والوسائل، مجلس النواب الأمريكي، مائة وعشرون مؤتمرًا، الدورة الثانية، 1 أغسطس 2012
- كيفية استبدال بطاقة الأمان المفقودة أو المسروقة
- Puckett، Carolyn (2009). "The Story of the Social Security Number". Social Security Bulletin. ج. 69 ع. 2. مؤرشف من الأصل في 2019-12-18. اطلع عليه بتاريخ 2018-10-19. Puckett، Carolyn (2009). "The Story of the Social Security Number". Social Security Bulletin. ج. 69 ع. 2. مؤرشف من الأصل في 2019-12-18. اطلع عليه بتاريخ 2018-10-19. Puckett، Carolyn (2009). "The Story of the Social Security Number". Social Security Bulletin. ج. 69 ع. 2. مؤرشف من الأصل في 2019-12-18. اطلع عليه بتاريخ 2018-10-19. Puckett، Carolyn (2009). "The Story of the Social Security Number". Social Security Bulletin. ج. 69 ع. 2. مؤرشف من الأصل في 2019-12-18. اطلع عليه بتاريخ 2018-10-19. (نسخة PDF)